# Hornoy-le-Bourg
Hornoy-le-Bourg település Franciaországban, Somme megyében. Lakosainak száma 1641 fő (2022. január 1.). Hornoy-le-Bourg Aumont, Avelesges, Belloy-Saint-Léonard, Bettembos, Camps-en-Amiénois, Dromesnil, Lafresguimont-Saint-Martin, Méricourt-en-Vimeu, Molliens-Dreuil, Morvillers-Saint-Saturnin, Offignies, Saint-Aubin-Montenoy, Thieulloy-l’Abbaye és Vraignes-lès-Hornoy községekkel határos.

## Népesség
A település népességének változása:
| Lakosok száma | 1668 | 1662 | 1700 | 1679 | 1679 | 1681 | 1679 | 1660 | 1641 |
|               | 2013 | 2015 | 2016 | 2017 | 2018 | 2019 | 2020 | 2021 | 2022 |